# نادي فالكون
نادي فالكون نادي كرة قدم إماراتي من الأندية الخاصة يلعب في دوري الدرجة الثالثة الإماراتي ويقع في أبو ظبي.